# 孔多塞落敗者標準
孔多塞落敗者標準（英語：Condorcet loser criterion）是區分投票制度的衡量標準，它意味著多數落敗者標準。一個符合孔多塞落败者标准的投票系統絕不允許在與其他候選人的正面競爭中被擊敗的候選人即孔多塞失敗者取胜。